# Praia do Pecém
A Praia do Pecém está localizada no município de São Gonçalo do Amarante, Ceará. Esta região foi habitada pelos Índios Anacés, Guanacés e Jaguaruanas (hoje ainda existem remanescentes).

## Localização
A Praia de Pecém fica entre as praias de Cumbuco e Paracuru, a 60 Km de Fortaleza, o acesso é pela CE-085.
Por sua localização privilegiada, foi escolhida para sediar o novo porto que, juntamente com o porto de Fortaleza, no Mucuripe, escoa a produção industrial do Ceará. Com a construção do Complexo Industrial e Portuário do Pecém, a área da praia foi diminuída o que trouxe prejuízos ao turismo da região.

## Galeria

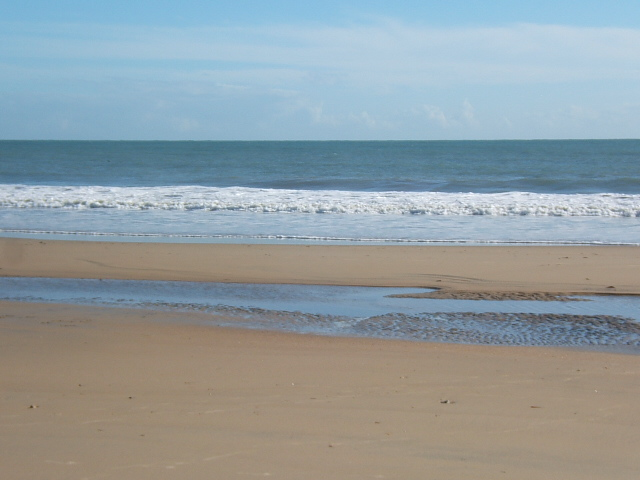
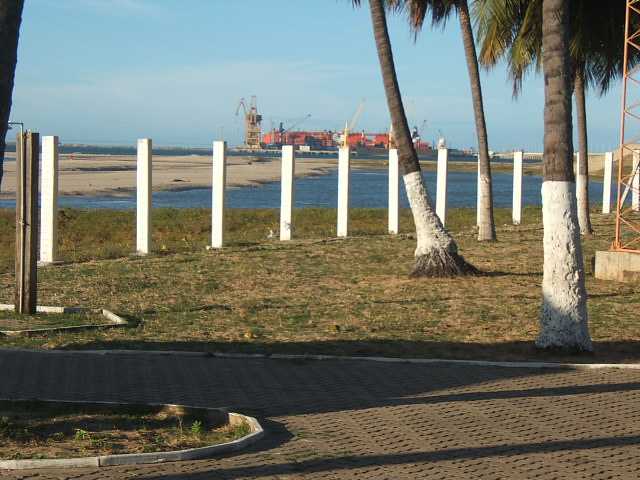
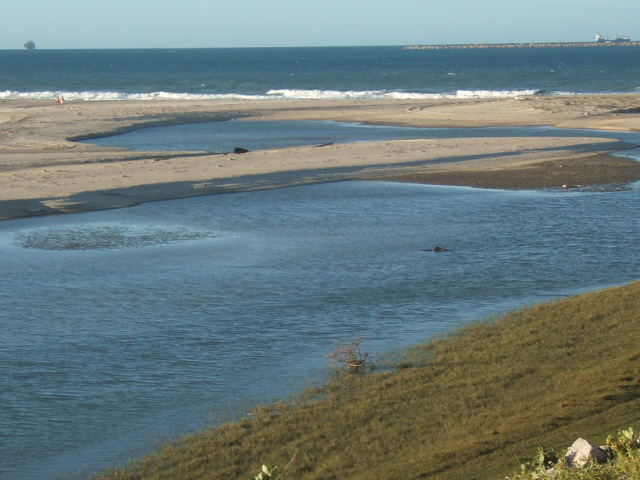
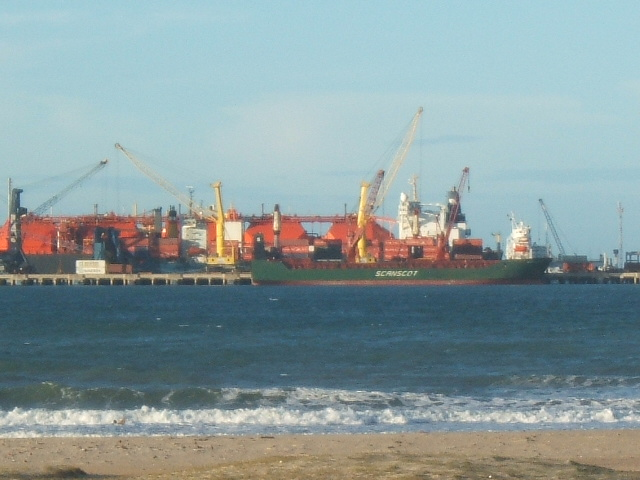
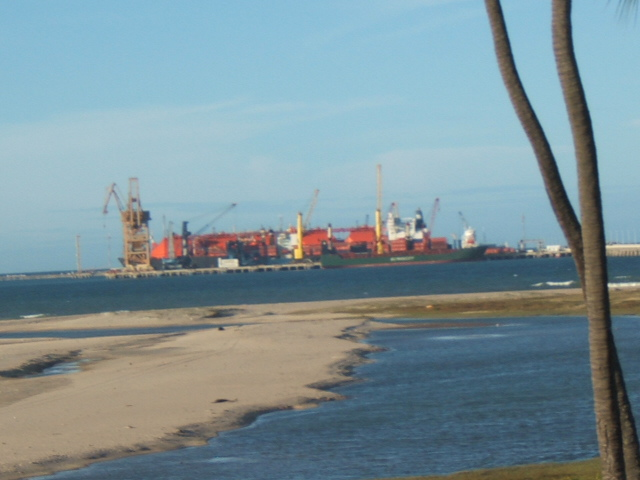
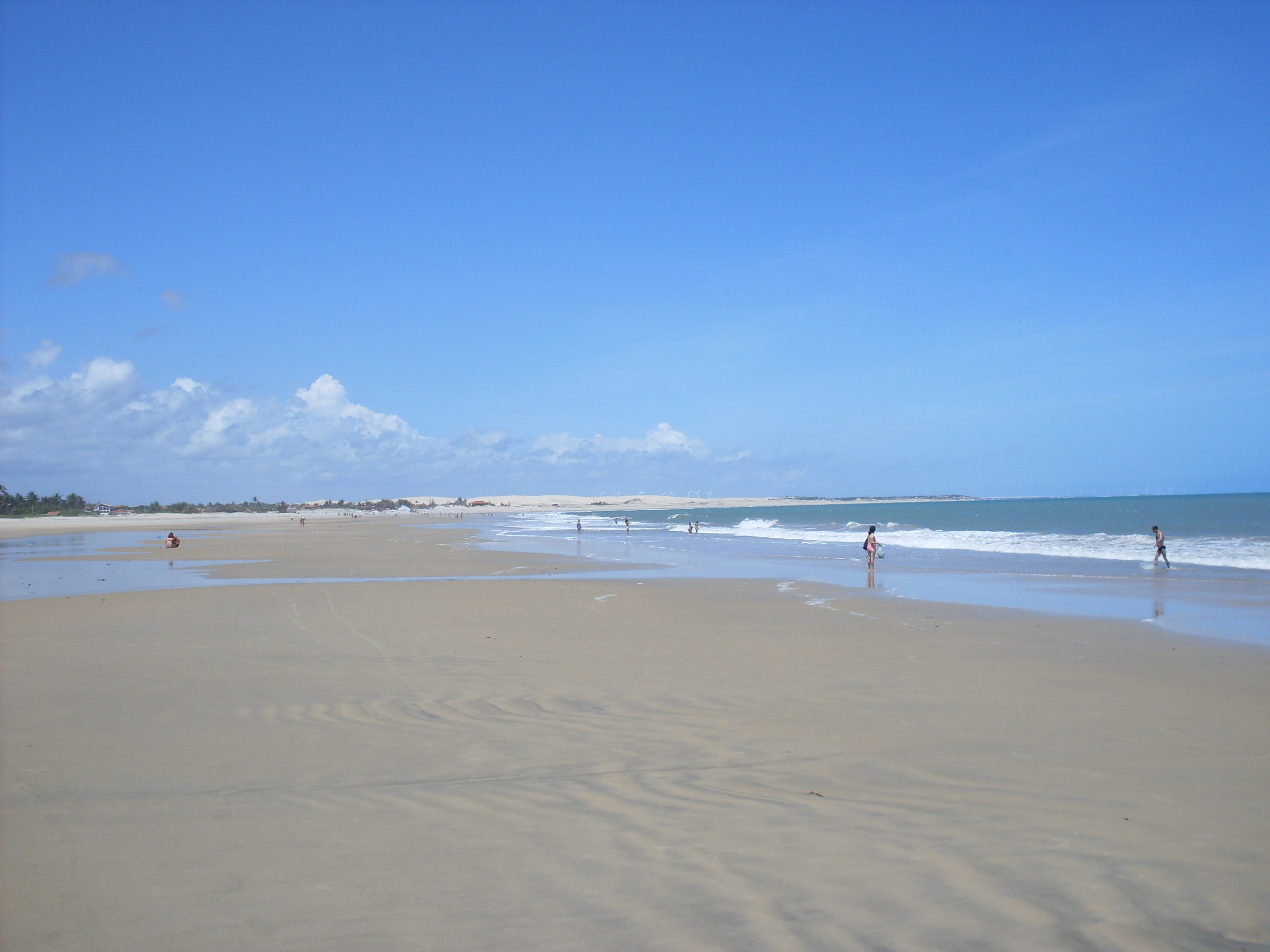